# Ф. Джели Кларк
Декстер Габриэль (род. 11 июня 1971, Куинс, Нью-Йорк), более известный под псевдонимом Ф. Джели Кларк, — американский писатель-фантаст, историк, доцент кафедры истории в Университете Коннектикута. Использует псевдоним, чтобы отличать свои литературные произведения от научной работы, также публикуется под именем А. Фендерсон Кларк. Псевдоним, «Djèlí», отсылает к гриотам — традиционным западноафриканским рассказчикам и поэтам.
В 2022 году его роман «Хозяева джиннов» получил премии «Небьюла» и «Локус». Также стал лауреатом ряда наград за фантастические рассказы, в том числе премии «Небьюла», «Локус» и Британскую премию фэнтези за новеллу Ring Shout в 2021 году.

## Биография
Декстер Габриэль родился в Нью-Йорке в 1971 году, но большую часть ранних лет прожил на родине своих родителей в Тринидаде и Тобаго. В возрасте восьми лет вернулся в США, жил на Статен-Айленде и в Бруклине, а в 12 лет переехал в Хьюстон. Габриэл поступил в Университет штата Техас в Сан-Маркосе, получив степень бакалавра, а затем магистра в области истории. Затем получил докторскую степень по истории в Университете Стоуни Брук. В настоящее время Габриэль является доцентом кафедры истории в Университете Коннектикута.
В 2011 году Габриэль начал публиковать короткие рассказы под разными именами: П. Джендерсон Кларк, Джендерсон А. Кларк, Фендерсон Джендерсон Кларк и А. Фендерсон Кларк. Фендерсон — фамилия его деда, а Кларк — девичья фамилия его матери; Djèlí — западноафриканские рассказчики и музыканты, известные на французском как гриоты. Он решил использовать псевдоним, чтобы разделить свою научную и литературную работу. В 2016 году Кларк продал свое первое крупное произведение, новеллу под названием «Мертвый джинн в Каире», издательству Tor.com.
С тех пор опубликовал несколько новелл, рассказов и роман. Действие четырёх его произведений — «Мертвый джинн в Каире», «Ангел Хан-эль-Халили», «Привидение трамвайного вагона 015» и «Хозяева джиннов» — происходит в одном и том же мире, в альтернативной вселенной Египта. Они объединены в серию «Министерство алхимии» или «Вселенная мёртвых джиннов».